# Port-au-Prince
Port-au-Prince, (tiếng Creole Haiti: Pòtoprens), với số dân 1.277.000 (2006), là thủ đô và là thành phố lớn nhất Haiti. Nếu tính cả vùng ngoại ô gia cư lụp xụp thì dân số Port-au-Prince là khoảng 2 triệu 5 đến 3 triệu người.
Thành phố nằm sát bên bờ Vũng Gonâve với khu thương mại tập trung ở khu bến và khu dân cư lan toả ra đến vùng đồi núi bao quanh.
Sân bay quốc tế Toussaint Louverture (Aéroport International Toussaint Louverture), khai trương năm 1965 (với tên là Sân bay quốc tế François Duvalier), nằm 10 km về phía bắc thành phố. Cảng của thành phố này lớn nhất Haiti nhưng lạc hậu và sử dụng dưới công suất do phí cao hơn cảng ở Cộng hoà Dominica.
Năm 2010, Port-au-Prince đã bị phá hoại nặng nề bởi một trận động đất với nhiều công trình bị phá huỷ số lượng thương vong chưa được xác nhận chính thức .

## Khí hậu
| Dữ liệu khí hậu của Port-au-Prince | Dữ liệu khí hậu của Port-au-Prince | Dữ liệu khí hậu của Port-au-Prince | Dữ liệu khí hậu của Port-au-Prince | Dữ liệu khí hậu của Port-au-Prince | Dữ liệu khí hậu của Port-au-Prince | Dữ liệu khí hậu của Port-au-Prince | Dữ liệu khí hậu của Port-au-Prince | Dữ liệu khí hậu của Port-au-Prince | Dữ liệu khí hậu của Port-au-Prince | Dữ liệu khí hậu của Port-au-Prince | Dữ liệu khí hậu của Port-au-Prince | Dữ liệu khí hậu của Port-au-Prince | Dữ liệu khí hậu của Port-au-Prince |
| Tháng                              | 1                                  | 2                                  | 3                                  | 4                                  | 5                                  | 6                                  | 7                                  | 8                                  | 9                                  | 10                                 | 11                                 | 12                                 | Năm                                |
| ---------------------------------- | ---------------------------------- | ---------------------------------- | ---------------------------------- | ---------------------------------- | ---------------------------------- | ---------------------------------- | ---------------------------------- | ---------------------------------- | ---------------------------------- | ---------------------------------- | ---------------------------------- | ---------------------------------- | ---------------------------------- |
| Trung bình ngày tối đa °C (°F)     | 31 (88)                            | 31 (88)                            | 32 (90)                            | 32 (90)                            | 33 (91)                            | 35 (95)                            | 35 (95)                            | 35 (95)                            | 34 (93)                            | 33 (91)                            | 32 (90)                            | 31 (88)                            | 33 (91)                            |
| Trung bình ngày °C (°F)            | 27 (81)                            | 26.5 (79.7)                        | 27 (81)                            | 28 (82)                            | 28 (82)                            | 30 (86)                            | 30 (86)                            | 29.5 (85.1)                        | 28 (82)                            | 28 (82)                            | 27 (81)                            | 26.5 (79.7)                        | 28.0 (82.3)                        |
| Tối thiểu trung bình ngày °C (°F)  | 23 (73)                            | 22 (72)                            | 22 (72)                            | 23 (73)                            | 23 (73)                            | 24 (75)                            | 25 (77)                            | 24 (75)                            | 24 (75)                            | 24 (75)                            | 23 (73)                            | 22 (72)                            | 23 (74)                            |
| Lượng mưa trung bình mm (inches)   | 33 (1.3)                           | 58 (2.3)                           | 86 (3.4)                           | 160 (6.3)                          | 231 (9.1)                          | 102 (4.0)                          | 74 (2.9)                           | 145 (5.7)                          | 175 (6.9)                          | 170 (6.7)                          | 86 (3.4)                           | 33 (1.3)                           | 1.353 (53.3)                       |
| Số ngày mưa trung bình (≥ 1 mm)    | 3                                  | 5                                  | 7                                  | 11                                 | 13                                 | 8                                  | 7                                  | 11                                 | 12                                 | 12                                 | 7                                  | 3                                  | 99                                 |
| Số giờ nắng trung bình tháng       | 279.0                              | 254.2                              | 279.0                              | 273.0                              | 251.1                              | 237.0                              | 279.0                              | 282.1                              | 246.0                              | 251.1                              | 240.0                              | 244.9                              | 3.116,4                            |
| Nguồn: Climate & Temperature       |                                    |                                    |                                    |                                    |                                    |                                    |                                    |                                    |                                    |                                    |                                    |                                    |                                    |

## Kinh tế
Port-au-Prince là trung tâm kinh tế và tài chính lớn nhất của quốc gia này. Thành phố này hiện đang xuất khẩu chủ yếu là hàng tiêu dùng như cà phê và đường, trong quá khứ, xuất khẩu hàng hoá khác, chẳng hạn như giày dép và bóng bầu dục. Port-au-Prince có các nhà máy chế biến thực phẩm cũng như xà phòng, dệt may, và các nhà máy xi măng. Dù có tình trạng bất ổn chính trị, thành phố cũng dựa vào các ngành công nghiệp du lịch và công ngành xây dựng. Port-au-Prince đã từng là nơi du lịch phổ biến của tàu biển, nhưng đã đánh mất gần như tất cả ngành du lịch của mình, và không còn có tàu du lịch cập cảng.